# Пония, Надя Платоновна
Надя Платоновна Пония (1903 год, село Ахалсопели, Зугдидский уезд, Кутаисская губерния, Российская империя — неизвестно, село Ахалсопели, Зугдидский район, Грузинская ССР) — колхозница колхоза имени Берия Ахалсопельского сельсовета Зугдидского района, Грузинская ССР. Герой Социалистического Труда (1949).

## Биография
Родилась в 1903 году в крестьянской семье в селе Ахалсопели Зугдидского уезда. После окончания местной начальной школы трудилась в личном сельском хозяйстве. После начала коллективизации в начале 1930-х годах вступила в местную сельскохозяйственную артель, которая позднее была преобразована в колхоз имени Берия Зугдидского района (с 1953 года — колхоз имени Ленина Зугдидского района). Этот колхоз с 1938 года возглавлял Антимоз Рогава. Трудилась рядовой колхозницей на чайной плантации.
В 1948 году собрала 6286 килограмм сортового зелёного чайного листа на участке площадью 0,5 гектара при годовом плане в 3,5 тысячи килограмм. Указом Президиума Верховного Совета СССР от 29 августа 1949 года удостоена звания Героя Социалистического Труда за «получение высоких урожаев сортового зелёного чайного листа и цитрусовых плодов в 1948 году» с вручением ордена Ленина и золотой медали «Серп и Молот» (№ 4609).
Этим же Указом званием Героя Социалистического Труда были также награждены 16 тружеников колхоза имени Берия Зугдидского района: бригадиры Партен Михайлович Кадария, Владимир Михайлович Макацария, Амбако Спиридонович Рогава, звеньевые Ариадна Джуруевна Купуния, Вера Евгеньевна Купуния, Ольга Филипповна Купуния, Хута Григорьевна Купуния, Венера Давидовна Ломая, Мария Гудуевна Макацария, Хута Герасимовна Хвингия, колхозницы Валентина Николаевна Джоджуа, Паша Несторовна Джоджуа, Ольга Павловна Кантария, Лена Герасимовна Хвингия, Лена Константиновна Читанава, Мария Николаевна Читанава и Валентина Акакиевна Шаматава.
В последующие годы за выдающиеся трудовые достижения дважды награждалась Орденом Трудового Красного Знамени.
Проживала в родном селе Ахалсопели. С 1968 года — персональный пенсионер союзного значения. Дата её смерти не установлена.
Награды
- Герой Социалистического Труда
- Орден Ленина
- Орден Трудового Красного Знамени (19.07.1950; 01.09.1951)